# Trois obédiences et quatre vertus

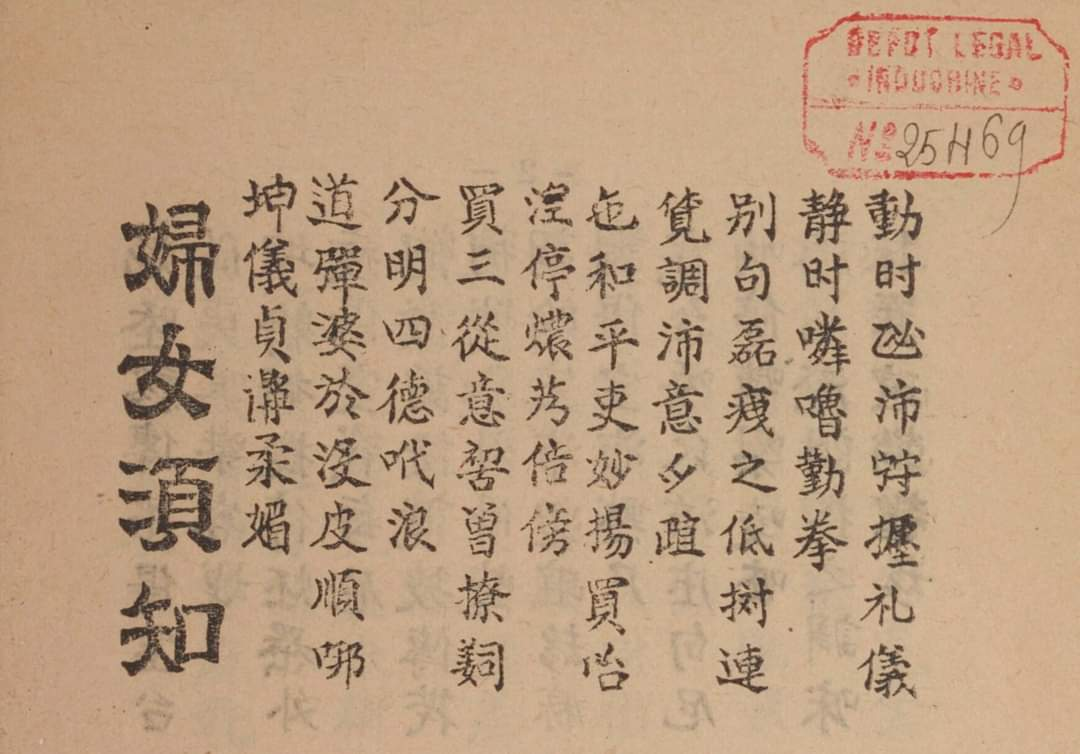
Un texte sur les rôles de genre que les femmes doivent suivre dans la société confucéenne.

Dans le confucianisme est-asiatique, en particulier en Chine antique et impériale, les trois obédiences et les quatre vertus (en chinois : 三從四德 ; en pinyin : Sāncóng Sìdé) sont un ensemble de principes moraux et de codes de conduite sociale à destination des jeunes filles et des femmes mariées. Les femmes doivent obéissance aux hommes de leur famille (père, mari, puis fils) et un comportement (actes et paroles) modeste et moral est exigé d'elles. Certains eunuques impériaux observent ces principes et les appliquent dans les harems impériaux, les foyers aristocratiques et la société en général. Les premières occurrences des termes « trois obédiences » et « quatre vertus » figurent respectivement dans le Cérémonial de la Chine antique (Yi-li) et dans les Rites des Zhou codifiant le protocole d'une culture élégante et raffinée, du point de vue de la civilisation chinoise. À l'origine, il ne s'agit pas d'un livre de règles, mais d'une définition des composantes d'une société harmonieuse. Ce code influence la Chine antique et impériale, ainsi que la Corée et le Japon. Cette philosophie sociale prescriptive se répercute dans les pratiques sociales, jusqu'au 20e siècle.

## Trois obédiences féminines
Les filles et femmes ont pour devoir d'obéir, de faire preuve de déférence et de suivre la sagesse spirituelle, éthique et morale des personnes suivantes : 
1. Leurs pères, quand elles sont jeunes filles  ( 未嫁从父, Wèijià cóngfù)
2. Leurs maris, quand elles sont de chastes épouses ( 既嫁从夫,Jìjià cóngfū)
3. Leurs fils, quand elles sont veuves, soumises au clan et à la famille. En cas de conflit, l'ordre de priorité va du plus âgé au plus jeune. (夫死从子, Fūsǐ cóngzǐ)

## Quatre vertus féminines
Les quatre vertus féminines sont : 
1. La vertu féminine en éthique dans le mariage (婦德; Fùdé)
2. La vertu féminine dans la parole dans le mariage (婦言; Fùyán)
3. La vertu féminine en visage, soit dans les manières, dans le comportement, dans l'apparence faciale dans le mariage (婦容; Fùróng)
4. La vertu féminine dans les « œuvres », soit une participation féminine active et continue à des rapports sexuels chastes, monogames, à restriction matrimoniale. Elle doit être vierge avant le mariage arrangé pour l'intérêt de l'Empire ou de l’État, de la famille, du mari et de la belle-famille, le clan patrilinéaire d'origine de la mère. L'éducation des enfants éclairée, dévouée et responsable dans la maternité à vie est spirituelle, religieuse, morale, éthique et philosophique (婦功, Fùgōng).